# Tallorno
Tallorno, borgo montano della Valchiusella, è una frazione di Traversella.
Il suo abitato, posto di passaggio per le grandi camminate in alta montagna, è caratterizzato da semplici case di pietra abbellite da dipinti murali e graziose meridiane. Nelle vicinanze si trova la Pera djj cros.
Qui si erge una piccola cappella del 1760 che è il santuario della Valchiusella, intitolato alla Beata Vergine della Neve.
La sua grafia più corretta, anche se meno diffusa è Talorno con una sola L, poiché l’etimo è da Tal Horn = corno della valle.